# NGC 3384
NGC 3384是赫歇爾在1784年發現，位於獅子座的一個橢圓星系。經由顏色的分析，位於星系中心的恆星是年齡最高的。他們中的80%屬於第二星族星，年齡都已在10億歲以上

## 星系團的資訊
NGC 3384是M96星系團的一員。，這個星系團位於獅子座，有時也被稱為獅子座 I。這個集團包含的梅西爾天體有M95、M96和M105。所有的這些天體在天空中彼此都非常接近。

## 外部連結
- NGC 3384, position and other data（页面存档备份，存于）
- NGC 3384 SIMBAD entry（页面存档备份，存于）
- Pdf document: Stellar population analysis applied to NGC 3384
- Wikisky.org: SDSS image, NGC 3384（页面存档备份，存于）
- WikiSky上关于NGC 3384的内容：DSS2, SDSS, GALEX, IRAS, 氢α, X射线, 天文照片, 天图, 文章和图片